# Tornei di tennis femminili nel 1893
Prima della nascita del WTA Tour, ossia l'apertura alle tenniste professioniste dei tornei che prima di quell'anno erano riservati alle tenniste dilettanti, tutti gli eventi più importanti erano amatoriali, tra questi c'erano i tornei del Grande Slam: il Campionato francese di tennis, il Torneo di Wimbledon e gli U.S. National Championships.

## Gennaio
Nessun evento

## Febbraio
Nessun evento

## Marzo
| Settimana | Torneo                                                                    | Vincitore                                 | Finalista              | Semifinalisti | Eliminati ai quarti |
| --------- | ------------------------------------------------------------------------- | ----------------------------------------- | ---------------------- | ------------- | ------------------- |
| marzo     | Ceylon Championships 1893 Nuwara Eliya, Ceylon Singolare - Doppio         | Mrs A. Brown                              | Annette de Fonblanque  |               |                     |
| marzo     | Ceylon Championships 1893 Nuwara Eliya, Ceylon Singolare - Doppio         |                                           |                        |               |                     |
| 15 marzo  | Magnolia Springs Tournament 1893 Magnolia Springs, USA Singolare - Doppio |                                           |                        |               |                     |
| 15 marzo  | Magnolia Springs Tournament 1893 Magnolia Springs, USA Singolare - Doppio |                                           |                        |               |                     |
| 15 marzo  | Magnolia Springs Tournament 1893 Magnolia Springs, USA Singolare - Doppio | Doppio misto: Maud Reynolds Gregory Bryan | Miss White John Morton |               |                     |

## Aprile
| Settimana | Torneo                                                                                           | Vincitore                                       | Finalista                  | Semifinalisti | Eliminati ai quarti |
| --------- | ------------------------------------------------------------------------------------------------ | ----------------------------------------------- | -------------------------- | ------------- | ------------------- |
| aprile    | Tasmanian Championships 1893 Launceston, Australia Singolare - Doppio                            | Nina Rock 6-1 4-6 6-3                           | A Gibson                   |               |                     |
| aprile    | Tasmanian Championships 1893 Launceston, Australia Singolare - Doppio                            |                                                 |                            |               |                     |
| 3 aprile  | South African Championships 1893 Port Elizabeth, Sudafrica Terra rossa Singolare - Doppio        | Mabel Grant 6-1 6-0                             | Mrs McLagan                |               |                     |
| 3 aprile  | South African Championships 1893 Port Elizabeth, Sudafrica Terra rossa Singolare - Doppio        |                                                 |                            |               |                     |
| 3 aprile  | South African Championships 1893 Port Elizabeth, Sudafrica Terra rossa Singolare - Doppio        | Doppio misto: Mabel Grant Grant 8-6 6-1         | Mrs Shepherd Grimmer       |               |                     |
| 3 aprile  | Rockferry Lawn Tennis Club Tournament 1893 Rock Ferry, Gran Bretagna Singolare - Doppio          |                                                 |                            |               |                     |
| 3 aprile  | Rockferry Lawn Tennis Club Tournament 1893 Rock Ferry, Gran Bretagna Singolare - Doppio          | Maud Higginson G. Massey 6-8 6-2 8-6            | Miss Beckwith May Sproule  |               |                     |
| 3 aprile  | Rockferry Lawn Tennis Club Tournament 1893 Rock Ferry, Gran Bretagna Singolare - Doppio          | Doppio misto: Asta Broadbent W. Massey walkover | Kate Nunneley J.D. Moffatt |               |                     |
| 15 aprile | British Covered Court Championships 1893 Londra, Gran Bretagna Parquet indoor Singolare - Doppio | Maud Shackle 6-2, 1-6, 7-5                      | May Arbuthnot              |               |                     |
| 15 aprile | British Covered Court Championships 1893 Londra, Gran Bretagna Parquet indoor Singolare - Doppio |                                                 |                            |               |                     |
| 24 aprile | South Australian Championships 1893 Adelaide, Australia Asfalto Singolare - Doppio               | Maisie Parr 6-0 6-2                             | Mrs Ragless                |               |                     |
| 24 aprile | South Australian Championships 1893 Adelaide, Australia Asfalto Singolare - Doppio               | EM Parr Maisie Parr 6-4 8-6                     | Mrs Groom Miss Wyatt       |               |                     |

## Maggio
| Settimana | Torneo                                                                       | Vincitore                                                      | Finalista                   | Semifinalisti | Eliminati ai quarti |
| --------- | ---------------------------------------------------------------------------- | -------------------------------------------------------------- | --------------------------- | ------------- | ------------------- |
| 20 maggio | New South Wales Championships 1893 Sydney, Australia Erba Singolare - Doppio | Miss Mayne 6-0 6-0                                             | Mabel Shaw                  |               |                     |
| 20 maggio | New South Wales Championships 1893 Sydney, Australia Erba Singolare - Doppio | Miss Mayne Mabel Shaw 3-6, 8-6, 6-2                            | Miss Dransfield Ada Keele   |               |                     |
| 20 maggio | New South Wales Championships 1893 Sydney, Australia Erba Singolare - Doppio | Doppio misto: Mabel Shaw G Wickham 6-3 6-3                     | Miss Mayne Ben Green        |               |                     |
| 27 maggio | Irish Championships 1893 Dublino, Irlanda Erba Singolare - Doppio            | Florence Stannell 6-2 6-3                                      | Miss Pope                   |               |                     |
| 27 maggio | Irish Championships 1893 Dublino, Irlanda Erba Singolare - Doppio            | Jane Corder Miss Shaw walkover                                 | G Crofton Florence Stanuell |               |                     |
| 27 maggio | Irish Championships 1893 Dublino, Irlanda Erba Singolare - Doppio            | Doppio misto: Elsie Pinckney Manliffe Goodbody 5-7 6-1 6-1 6-4 | Miss Shaw Frank Stoker      |               |                     |

## Giugno
| Settimana | Torneo                                                                                | Vincitore                                                  | Finalista                    | Semifinalisti | Eliminati ai quarti |
| --------- | ------------------------------------------------------------------------------------- | ---------------------------------------------------------- | ---------------------------- | ------------- | ------------------- |
| 7 giugno  | Welsh Championships 1893 Penarth, Gran Bretagna Erba Singolare - Doppio               | Ethel Cochrane 6-1 6-0                                     | Miss Stoddart                |               |                     |
| 7 giugno  | Welsh Championships 1893 Penarth, Gran Bretagna Erba Singolare - Doppio               |                                                            |                              |               |                     |
| 7 giugno  | North of Ireland Championships 1893 Belfast, Irlanda del Nord Erba Singolare - Doppio | Miss Shaw 3-6 6-0 9-7                                      | Miss Corder                  |               |                     |
| 7 giugno  | North of Ireland Championships 1893 Belfast, Irlanda del Nord Erba Singolare - Doppio |                                                            |                              |               |                     |
| 10 giugno | Middlesex Championships 1893 Londra, Gran Bretagna Erba Singolare - Doppio            | Maud Shackle 4-6 6-3 6-4                                   | Edith Austin                 |               |                     |
| 10 giugno | Middlesex Championships 1893 Londra, Gran Bretagna Erba Singolare - Doppio            |                                                            |                              |               |                     |
| 10 giugno | Scottish Championships 1893 Saint Andrews, Gran Bretagna Erba Singolare - Doppio      | Jane Corder 6-0 6-4                                        | Miss Moir                    |               |                     |
| 10 giugno | Scottish Championships 1893 Saint Andrews, Gran Bretagna Erba Singolare - Doppio      |                                                            |                              |               |                     |
| 17 giugno | Northern Championships 1893 Manchester, Gran Bretagna Erba Singolare - Doppio         | Lottie Dod 6-3 3-6 7-5                                     | Blanche Bingley              |               |                     |
| 17 giugno | Northern Championships 1893 Manchester, Gran Bretagna Erba Singolare - Doppio         | Blanche Hillyard Maud Shackle 6-3, 6-2                     | Miss Clarke Jane Corder      |               |                     |
| 17 giugno | Northern Championships 1893 Manchester, Gran Bretagna Erba Singolare - Doppio         | Doppio misto: Blanche Hillyard Wilfred Baddeley 13-11 7-5  | Lottie Dod Anthony Dod       |               |                     |
| 17 giugno | Kent County Championships 1893 Blackheath, Gran Bretagna Erba Singolare - Doppio      | Amy Wilson 6-3 3-6 6-1                                     | Mrs Waring                   |               |                     |
| 17 giugno | Kent County Championships 1893 Blackheath, Gran Bretagna Erba Singolare - Doppio      |                                                            |                              |               |                     |
| 23 giugno | U.S. National Championships 1893 Filadelfia, USA Erba Singolare - Doppio              | Aline Terry 6-1, 6-3                                       | Augusta Schultz              |               |                     |
| 23 giugno | U.S. National Championships 1893 Filadelfia, USA Erba Singolare - Doppio              | Aline Terry Harriet Butler 6-4, 6-3                        | Augusta Schultz Panna Stone  |               |                     |
| 23 giugno | U.S. National Championships 1893 Filadelfia, USA Erba Singolare - Doppio              | Doppio misto: Ellen Roosevelt Clarence Hobart 6-1 4-6 10-8 | Ethel Bankson Robert Willson |               |                     |
| 25 giugno | Kent Championships 1893 Beckenham, Gran Bretagna Erba Singolare - Doppio              | Maud Shackle 6-3, 6-4                                      | Ruth Legh                    |               |                     |
| 25 giugno | Kent Championships 1893 Beckenham, Gran Bretagna Erba Singolare - Doppio              |                                                            |                              |               |                     |
| 26 giugno | Torneo di Ilkley 1893 Ilkley, Gran Bretagna Erba Singolare - Doppio                   | Helen Jackson 6-0 2-6 6-1                                  | Charlotte Cooper             |               |                     |
| 26 giugno | Torneo di Ilkley 1893 Ilkley, Gran Bretagna Erba Singolare - Doppio                   | L Clark Jane Corder 6-2 6-1                                | Miss Mann Miss Muff          |               |                     |
| 26 giugno | Torneo di Ilkley 1893 Ilkley, Gran Bretagna Erba Singolare - Doppio                   | Doppio misto: Charlotte Cooper Harold Mahony 6-4 7-5       | Helen Jackson Joshua Pim     |               |                     |
| 28 giugno | Middle States Championships 1893 Mountain Station, USA Erba Singolare - Doppio        | Mabel Cahill 6-2 6-1                                       | Helena Hellwig               |               |                     |
| 28 giugno | Middle States Championships 1893 Mountain Station, USA Erba Singolare - Doppio        |                                                            |                              |               |                     |
| 28 giugno | Middle States Championships 1893 Mountain Station, USA Erba Singolare - Doppio        | Doppio misto: Augusta Schultz HA Colby 8-6 6-4             | Mabel Cahill Edwin Fischer   |               |                     |
| 29 giugno | Torneo di Craigside 1893 Craigside, Gran Bretagna Erba Singolare - Doppio             | Ellen Cressy Ida Cressy titolo condiviso                   |                              |               |                     |
| 29 giugno | Torneo di Craigside 1893 Craigside, Gran Bretagna Erba Singolare - Doppio             |                                                            |                              |               |                     |

## Luglio
| Settimana | Torneo                                                                                                   | Vincitore                                | Finalista           | Semifinalisti | Eliminati ai quarti |
| --------- | --- | ---------------------------------------- | ------------------- | ------------- | ------------------- |
| luglio    | Edgbaston Croquet and Lawn Tennis Club Tournament 1893 Birmingham, Gran Bretagna Erba Singolare - Doppio | D. Morgan 12-10 ritiro                   | Blanche Hillyard    |               |                     |
| luglio    | Edgbaston Croquet and Lawn Tennis Club Tournament 1893 Birmingham, Gran Bretagna Erba Singolare - Doppio |                                          |                     |               |                     |
| 8 luglio  | Queen's Club Championships 1893 Londra, Gran Bretagna Erba Singolare - Doppio                            | Maud Shackle 6-2 6-1                     | Edith Austin        |               |                     |
| 8 luglio  | Queen's Club Championships 1893 Londra, Gran Bretagna Erba Singolare - Doppio                            |                                          |                     |               |                     |
| 11 luglio | New York State Championships 1893 Saragota Springs, USA Erba Singolare - Doppio                          | Mabel Cahill 9-7 6-1                     | Bessie Moore        |               |                     |
| 11 luglio | New York State Championships 1893 Saragota Springs, USA Erba Singolare - Doppio                          |                                          |                     |               |                     |
| 22 luglio | Nottinghamshire Open 1893 Nottingham, Gran Bretagna Erba Singolare - Doppio                              | Kate Nunneley 6-0 6-1                    | E. Vaudrey          |               |                     |
| 22 luglio | Nottinghamshire Open 1893 Nottingham, Gran Bretagna Erba Singolare - Doppio                              |                                          |                     |               |                     |
| 23 luglio | Torneo di Wimbledon 1893 Londra, Gran Bretagna Singolare                                                 | Lottie Dod 6-8, 6-1, 6-4                 | Blanche Bingley     |               |                     |
| 31 luglio | Long Island Championships 1893 Southampton, USA Erba Singolare - Doppio                                  |                                          |                     |               |                     |
| 31 luglio | Long Island Championships 1893 Southampton, USA Erba Singolare - Doppio                                  |                                          |                     |               |                     |
| 31 luglio | Long Island Championships 1893 Southampton, USA Erba Singolare - Doppio                                  | Doppio misto: Miss Ewing EL Hall 6-3 6-3 | Miss Stone HA Colby |               |                     |

## Agosto
| Settimana | Torneo | Vincitore                                                                                         | Finalista                     | Semifinalisti | Eliminati ai quarti |
| --------- | --- | ------------------------------------------------------------------------------------------------- | ----------------------------- | ------------- | ------------------- |
| agosto    | Niagara-on-the-Lake International 1893 Niagara-on-the-Lake, Canada Erba Singolare - Doppio                   | Maude Osborne 6-8 6-3 6-3                                                                         | Sydney Smith                  |               |                     |
| agosto    | Niagara-on-the-Lake International 1893 Niagara-on-the-Lake, Canada Erba Singolare - Doppio                   | Maude Osborne Sydney Smith 6-2 7-5                                                                | Miss Bernard Miss Nay         |               |                     |
| agosto    | Niagara-on-the-Lake International 1893 Niagara-on-the-Lake, Canada Erba Singolare - Doppio                   | Doppio misto: Maude Osborne Gordon Mackenzie 6-4 6-3                                              | Miss Coldham Ashton Coldham   |               |                     |
| agosto    | Torneo di Bar Harbor 1893 Bar Harbor, USA Singolare - Doppio                                                 | Miss Goodfellow 6-2 6-1 6-2                                                                       | Miss Gibson                   |               |                     |
| agosto    | Torneo di Bar Harbor 1893 Bar Harbor, USA Singolare - Doppio                                                 |                                                                                                   |                               |               |                     |
| 5 agosto  | Canadian Championships 1893 Toronto, Canada Erba Singolare - Doppio                                          | Maude Delano-Osborne 6-8 6-2 6-2                                                                  | Sydney Smith                  |               |                     |
| 5 agosto  | Canadian Championships 1893 Toronto, Canada Erba Singolare - Doppio                                          |                                                                                                   |                               |               |                     |
| 5 agosto  | Northumberland Championships 1893 Newcastle, Gran Bretagna Erba Singolare - Doppio                           | Jane Corder 6-2 7-5                                                                               | Charlotte Cooper              |               |                     |
| 5 agosto  | Northumberland Championships 1893 Newcastle, Gran Bretagna Erba Singolare - Doppio                           | Jane Corder Alice Pickering 6-1, 6-2                                                              | Miss Crosby K Grey            |               |                     |
| 5 agosto  | Northumberland Championships 1893 Newcastle, Gran Bretagna Erba Singolare - Doppio                           | Doppio misto: Jane Corder George Ball-Greene 6-3 7-5                                              | Helen Jackson William Renshaw |               |                     |
| 7 agosto  | Torneo di Darlington 1893 Darlington, Gran Bretagna Erba Singolare - Doppio                                  | Charlotte Cooper 6-0 6-1                                                                          | Miss Shaw                     |               |                     |
| 7 agosto  | Torneo di Darlington 1893 Darlington, Gran Bretagna Erba Singolare - Doppio                                  |                                                                                                   |                               |               |                     |
| 7 agosto  | Torneo di Darlington 1893 Darlington, Gran Bretagna Erba Singolare - Doppio                                  | Doppio misto: Charlotte Cooper Harold Mahony 6-1 6-4                                              | Miss Shaw HG Stobart          |               |                     |
| 10 agosto | Torneo di Pensarn 1893 Pensarn, Gran Bretagna Erba Singolare - Doppio                                        | M Pick 6-2 6-1                                                                                    | L Brown                       |               |                     |
| 10 agosto | Torneo di Pensarn 1893 Pensarn, Gran Bretagna Erba Singolare - Doppio                                        |                                                                                                   |                               |               |                     |
| 12 agosto | Torneo di Exmouth 1893 Exmouth, Gran Bretagna Erba Singolare - Doppio                                        | Lilian Cole Pine-Coffin 6-4 6-2                                                                   | Miss Bryan                    |               |                     |
| 12 agosto | Torneo di Exmouth 1893 Exmouth, Gran Bretagna Erba Singolare - Doppio                                        |                                                                                                   |                               |               |                     |
| 12 agosto | West of Scotland Championships 1893 Castle Wemyss, Gran Bretagna Erba Singolare - Doppio                     | H Graham 3-6 6-2 6-0                                                                              | B Watson                      |               |                     |
| 12 agosto | West of Scotland Championships 1893 Castle Wemyss, Gran Bretagna Erba Singolare - Doppio                     | K Jamieson M Jamieson 6-2 2-6 9-7                                                                 | H Graham A Jamieson           |               |                     |
| 12 agosto | West of Scotland Championships 1893 Castle Wemyss, Gran Bretagna Erba Singolare - Doppio                     | Doppio misto: K Arbuthnot H Nadin 3-6 6-4 6-4                                                     | Mrs Lascelles MS Lascelles    |               |                     |
| 12 agosto | Queensland Championships 1893 Brisbane, Australia Erba Singolare - Doppio                                    | Mabel Taylor 6-3 6-2                                                                              | Miss Wallace                  |               |                     |
| 12 agosto | Queensland Championships 1893 Brisbane, Australia Erba Singolare - Doppio                                    |                                                                                                   |                               |               |                     |
| 12 agosto | Queensland Championships 1893 Brisbane, Australia Erba Singolare - Doppio                                    | Doppio misto: Mabel Taylor Ernest Gilligan 6-2 6-1                                                | Mrs Drake A Pixley            |               |                     |
| 14 agosto | East of England Championships 1893 Felixstowe, Gran Bretagna Erba Singolare - Doppio                         | Elsie Lane 6-3 11-9                                                                               | Henrietta Govey Horncastle    |               |                     |
| 14 agosto | East of England Championships 1893 Felixstowe, Gran Bretagna Erba Singolare - Doppio                         |                                                                                                   |                               |               |                     |
| 17 agosto | Torneo di Saxmundham 1893 Saxmundham, Gran Bretagna Erba Singolare - Doppio                                  | Elise Lane 6-3 6-1                                                                                | Henrietta Horncastle          |               |                     |
| 17 agosto | Torneo di Saxmundham 1893 Saxmundham, Gran Bretagna Erba Singolare - Doppio                                  | Elsie Lane Henrietta Horncastle walkover                                                          | Adeleve Flick Mabel Flick     |               |                     |
| 17 agosto | Torneo di Saxmundham 1893 Saxmundham, Gran Bretagna Erba Singolare - Doppio                                  | Doppio misto: Henrietta Horncastle Edward Allen Elsie Lane Charles Allen titolo condiviso         |                               |               |                     |
| 19 agosto | Derbyshire Championships 1893 Buxton, Gran Bretagna Erba Singolare - Doppio                                  | Blanche Hillyard 6-0 6-1                                                                          | Helen Jackson                 |               |                     |
| 19 agosto | Derbyshire Championships 1893 Buxton, Gran Bretagna Erba Singolare - Doppio                                  | Blanche Hillyard Bertha Steedman 6-2 6-1                                                          | Charlotte Cooper E Cooper     |               |                     |
| 19 agosto | Derbyshire Championships 1893 Buxton, Gran Bretagna Erba Singolare - Doppio                                  | Doppio misto: Blanche Hillyard George Hillyard 6-1 6-2                                            | Bertha Steedman JW Steedman   |               |                     |
| 24 agosto | Torneo di The Hague 1893 L'Aia, Paesi Bassi Terra rossa Singolare - Doppio                                   | N Hart 6-4 8-6                                                                                    | Mme Blom                      |               |                     |
| 24 agosto | Torneo di The Hague 1893 L'Aia, Paesi Bassi Terra rossa Singolare - Doppio                                   |                                                                                                   |                               |               |                     |
| 24 agosto | Torneo di The Hague 1893 L'Aia, Paesi Bassi Terra rossa Singolare - Doppio                                   | Doppio misto: Mme Blom A Mullmeister 6-4 6-1                                                      | Miss van der Hoop A Woulde    |               |                     |
| 24 agosto | Maritime Provinces Championship 1893 St. John, Canada Erba Singolare - Doppio                                | Mrs GK McLeod                                                                                     | Miss Powys                    |               |                     |
| 24 agosto | Maritime Provinces Championship 1893 St. John, Canada Erba Singolare - Doppio                                | C Smith Mabel Smith                                                                               | Miss Hansard Miss Powys       |               |                     |
| 24 agosto | Maritime Provinces Championship 1893 St. John, Canada Erba Singolare - Doppio                                | Doppio misto: Miss Hansard HH Hansard 7-5 1-6 6-3 6-4                                             | Miss Powys CW Clarke          |               |                     |
| 26 agosto | North of England Championships 1893 Scarborough, Gran Bretagna Erba Singolare - Doppio                       | L Clark 6-4 2-6 6-2                                                                               | May Arbuthnot                 |               |                     |
| 26 agosto | North of England Championships 1893 Scarborough, Gran Bretagna Erba Singolare - Doppio                       | Ivy Arbuthnot May Arbuthnot 6-3 6-4                                                               | Miss Cressy Miss Crosby       |               |                     |
| 26 agosto | North of England Championships 1893 Scarborough, Gran Bretagna Erba Singolare - Doppio                       | Doppio misto: L Clark HE Caledcott 6-4 7-5                                                        | M Crossely HG Nadin           |               |                     |
| 30 agosto | Gore Court Archery and Lawn Tennis Club Tournament 1893 Sittingbourne, Gran Bretagna Erba Singolare - Doppio | F. Malden 4-6 6-3 6-4                                                                             | A. Malden                     |               |                     |
| 30 agosto | Gore Court Archery and Lawn Tennis Club Tournament 1893 Sittingbourne, Gran Bretagna Erba Singolare - Doppio | M. Burton Nellie Burton 3-6 6-4 6-2                                                               | Frances Burton A. Malden      |               |                     |
| 30 agosto | Gore Court Archery and Lawn Tennis Club Tournament 1893 Sittingbourne, Gran Bretagna Erba Singolare - Doppio | Doppio misto: Henrietta Horncastle Walter Horncastle M. Burton Wilberforce Eaves titolo condiviso |                               |               |                     |

## Settembre
| Settimana    | Torneo                                                                                   | Vincitore                                               | Finalista                     | Semifinalisti | Eliminati ai quarti |
| ------------ | ---------------------------------------------------------------------------------------- | ------------------------------------------------------- | ----------------------------- | ------------- | ------------------- |
| 9 settembre  | Sussex Championships 1893 Brighton, Gran Bretagna Erba Singolare - Doppio                | Blanche Hillyard 6-1 6-4                                | Maud Shackle                  |               |                     |
| 9 settembre  | Sussex Championships 1893 Brighton, Gran Bretagna Erba Singolare - Doppio                | Elsie Lane Maud Shackle 6-4 6-1                         | Edith Cole Lilian Pine-Coffin |               |                     |
| 9 settembre  | Sussex Championships 1893 Brighton, Gran Bretagna Erba Singolare - Doppio                | Doppio misto: Lilian Pine-Coffin Ernest Renshaw 6-3 6-3 | Elsie Lane Charles Allen      |               |                     |
| 9 settembre  | Torneo di Trefriw 1893 Trefriw, Gran Bretagna Erba Singolare - Doppio                    | Miss Stoneax 6-4 ritiro                                 | Mrs Ashwell                   |               |                     |
| 9 settembre  | Torneo di Trefriw 1893 Trefriw, Gran Bretagna Erba Singolare - Doppio                    |                                                         |                               |               |                     |
| 9 settembre  | Pacific Coast Championships 1893 San Rafael, USA Cemento Singolare - Doppio              | Bee Hooper 9-7 6-4 3-6 9-11 7-5                         | Susie Morgan                  |               |                     |
| 9 settembre  | Pacific Coast Championships 1893 San Rafael, USA Cemento Singolare - Doppio              |                                                         |                               |               |                     |
| 10 settembre | Torneo di Dinard 1893 Dinard, Francia Terra rossa Singolare - Doppio                     | Hélène Prévost 2-6 6-2 6-3                              | Margaret Manley-Sims          |               |                     |
| 10 settembre | Torneo di Dinard 1893 Dinard, Francia Terra rossa Singolare - Doppio                     |                                                         |                               |               |                     |
| 16 settembre | South of England Championships 1893 Eastbourne, Gran Bretagna Erba Singolare - Doppio    | Blanche Hillyard 6-1 4-6 15-13                          | Maud Shackle                  |               |                     |
| 16 settembre | South of England Championships 1893 Eastbourne, Gran Bretagna Erba Singolare - Doppio    |                                                         |                               |               |                     |
| 16 settembre | South of England Championships 1893 Eastbourne, Gran Bretagna Erba Singolare - Doppio    | Doppio misto: Blanche Hillyard Wilfred Baddeley 6-2 7-5 | N Martin JF Martin            |               |                     |
| 23 settembre | Torneo di Boulogne-sur-Mer 1893 Boulogne-sur-Mer, Francia Terra rossa Singolare - Doppio | J Corder 6-0 6-0 6-2                                    | Mrs White                     |               |                     |
| 23 settembre | Torneo di Boulogne-sur-Mer 1893 Boulogne-sur-Mer, Francia Terra rossa Singolare - Doppio |                                                         |                               |               |                     |

## Ottobre
Nessun evento

## Novembre
| Settimana   | Torneo                                                                       | Vincitore                                | Finalista                 | Semifinalisti | Eliminati ai quarti |
| ----------- | ---------------------------------------------------------------------------- | ---------------------------------------- | ------------------------- | ------------- | ------------------- |
| 24 novembre | Victorian Championships 1893 Melbourne, Australia Asfalto Singolare - Doppio | C Peach 6-4 2-6 6-4                      | E Raleigh                 |               |                     |
| 24 novembre | Victorian Championships 1893 Melbourne, Australia Asfalto Singolare - Doppio | Mabel Shaw Phenie Shaw 6-3 5-6 6-2       | Nellie A'Beckett F Waters |               |                     |
| 24 novembre | Victorian Championships 1893 Melbourne, Australia Asfalto Singolare - Doppio | Doppio misto: F Waters Ben Green 6-3 6-2 | Miss Brookes W Balfour    |               |                     |

## Dicembre
Nessun evento

## Senza data
| Settimana | Torneo                                                                       | Vincitore           | Finalista                 | Semifinalisti | Eliminati ai quarti |
| --------- | ---------------------------------------------------------------------------- | ------------------- | ------------------------- | ------------- | ------------------- |
|           | New Zealand Championships 1893 Wellington, Nuova Zelanda Singolare - Doppio  | J Rees              | non conosciuta (bandiera) |               |                     |
|           | New Zealand Championships 1893 Wellington, Nuova Zelanda Singolare - Doppio  |                     |                           |               |                     |
|           | Natal Championships 1893 Pietermaritzburg, Sudafrica Erba Singolare - Doppio | Mabel Grant 6-3 8-6 | Brady                     |               |                     |
|           | Natal Championships 1893 Pietermaritzburg, Sudafrica Erba Singolare - Doppio |                     |                           |               |                     |